# Taro Daniel
Pour les articles homonymes, voir Daniel.
Tarō Daniel (ダニエル 太郎, Danieru Tarō), né le 27 janvier 1993 à New York, est un joueur de tennis japonais, professionnel depuis 2010. Il est l'un des rares joueurs à avoir un bilan positif face à Novak Djokovic.

## Carrière

### Début de carrière
Né à New York d'un père américain et d'une mère japonaise, il grandit au Japon puis en Espagne. Il s'installe à l'âge de 14 ans dans la région de Valence où il perfectionne son tennis et devient un spécialiste de la terre battue. Passé professionnel fin 2010, il remporte ses premiers tournois Futures en 2012. Il évolue principalement sur le circuit Challenger à partir de 2013 et y atteint sa première finale à Yeongwol. En 2014, il accède aux quarts de finale du tournoi ATP de Viña del Mar en battant Thomaz Bellucci (6-3, 6-3) et Federico Delbonis (1-6, 7-65, 7-67) avant de s'incliner face à Nicolás Almagro (6-2, 7-5). Début avril, il est sélectionné pour jouer le quart de finale de la Coupe Davis contre la République Tchèque à la suite du forfait de Kei Nishikori. Il perd son premier match contre Lukáš Rosol (6-4, 6-4, 3-6, 4-6, 6-2) et le second sans enjeu face à Jiří Veselý (6-4, 6-4).

### 2015: révélation sur le circuit challenger
Il se révèle en 2015 en s'imposant à trois reprises dans des tournois Challenger à Verceil en avril, Fürth en juin et Yokohama en novembre, ce qui marque son entrée dans le top 100. Il se qualifie également pour de nombreux tournois du circuit principal dont les Internationaux de France où il perd au premier tour contre Fernando Verdasco. En Coupe Davis, il permet à son équipe de rester dans le groupe mondial grâce à une victoire décisive contre Alejandro Falla (7-6, 6-3, 6-2) en barrages. En 2016, il remporte ses premiers matchs dans des tournois majeurs à Monte-Carlo contre Adrian Mannarino et à Roland-Garros où il profite de l'abandon de Martin Kližan (3-6, 4-6, 7-5, 6-4, 3-0, ab.) pour affronter le no 4 Stanislas Wawrinka contre lequel il s'incline en trois sets. Il se fait également remarquer lors du tournoi olympique des Jeux de Rio où il écarte Jack Sock puis Kyle Edmund avant de ne céder qu'en trois sets contre le futur finaliste Juan Martín del Potro. Il enchaîne la semaine suivante en remportant le tournoi de Cordenons.

### 2016: bons résultats dans l'ensemble

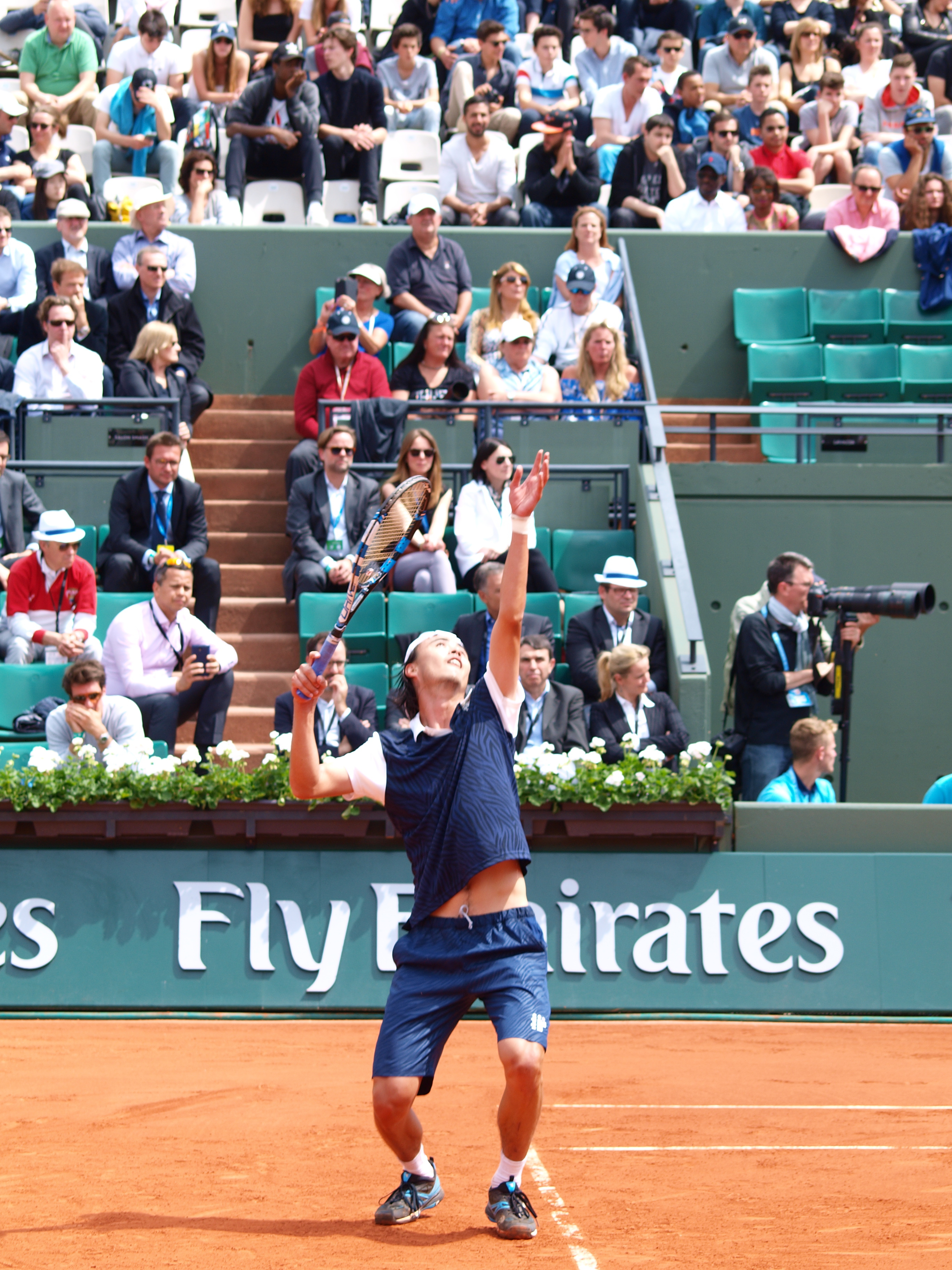
Taro Daniel aux Internationaux de France 2016

Il perd d'entrée dans maints tournois comme à l'Open d'Australie face à Lukáš Rosol. À Montpellier, il passe un tour face à Denis Istomin lui infligeant un double 6-2. Mais il perd face à Márcos Baghdatís sur un score de 6-2 7-6. Par la suite, il enchaîne six défaites au premier tour.
C'est à Monte Carlo qu'il passe de nouveau un tour face au Français Adrian Mannarino sur un score de 6-3 6-4. Mais il perd face à Dominic Thiem, tête de série no 12, 6-4 2-6 0-6. En Hongrie il passe un tour face à Michael Linzer mais perd au tour suivant face à la 7e tête de série Paolo Lorenzi. Il passe aussi un tour face à Steven Diez à Estoril, mais perdra encore une fois au second tour face à Pablo Carreño-Busta, futur finaliste. Il enchaine avec de nouveau une série de défaites au premier tour jusqu'aux internationaux de France. Là, il passe le premier tour face à Martin Kližan sur le score serré de 3-6 4-6 7-5 6-4 3-0ab. Il échoue en trois sets sur un score serré face à Stanislas Wawrinka (7-6 6-3 6-4).
À Wimbledon, il échoue dès son entrée en lice face à Juan Mónaco. Il arrive en quarts de finale à Brunswick. Il élimine Kovalík, puis Jan-Lennard Struff mais il est éliminé par Teymuraz Gabashvili. Lors des Jeux olympiques de Rio, il arrive en huitièmes. Il bat Jack Sock au premier tour sur un score en deux sets (6-4 6-4), puis il passe Kyle Edmund sur un score en deux sets aussi (6-4 7-5). Mais il perd face à Juan Martín del Potro, futur médaillé d'argent (7-6 1-6 2-6). Au challenger de Cordenons 2016, il arrive en finale. Il s'impose face à l'Espagnol Daniel Gimeno-Traver. Au challenger Séville, il arrive de nouveau en finale, mais cette fois il perd face à Casper Ruud. Au challenger d'Ho-Chi-Minh-Ville au Vietnam, il arrive au troisième tour. Il élimine Stefan Kozlov, puis il vient à bout de Saketh Myneni. Il est finalement éliminé par son compatriote Go Soeda, futur finaliste.

### 2017 - 2019: quelques bons résultats et titre en 2018
Il obtient surtout de bons résultats en circuit challenger. Il participe à Maul à sa première finale en 2017. Il bat entre autres Zhang Ze ou Cameron Norrie ; il est battu par Chung Hyeon. Il arrive en quart à Santiago battant le Chilien Cristian Garín au second tour. Il obtient un titre en challenger à Buenos Aires en battant Leonardo Mayer en finale. Il arrive en finale à Lisbonne où il est éliminé par Oscar Otte. Il arrive aussi en finale à Ningbo et Canberra.
Sur le circuit principal, où il est plus rare, il est quart de finaliste à  Estoril. Il élimine enzo Olivo et Bjorn Fratangelo. Il est éliminé par le futur finaliste, Gilles Müller.
En Grand Chelem, il sort des qualifications à Roland-Garros et bat Jerzy Janowicz au premier tour (6-4, 6-4, 6-4), il est éliminé par la tête de série numéro 20, l'Espagnol Pablo Carreño-Busta au tour suivant. Il réitère son parcours lors de l'US Open, il écarte Tommy Paul en cinq sets (6-1, 4-6, 4-6, 6-2, 6-2) puis perd contre le no 1 mondial Rafael Nadal après avoir remporté le premier set (4-6, 6-3, 6-2, 6-2).
En mars 2018, au tournoi d'Indian Wells, après être sorti des qualifications et avoir éliminé le Britannique Cameron Norrie au premier tour (6-3, 1-6, 6-1), il bat Novak Djokovic (7-63, 4-6, 6-1). Début mai, il remporte son premier titre sur le circuit ATP à Istanbul Il bat Matteo Berrettini au premier tour (7-5 6-3), puis il vainc Aljaž Bedene, tête de série no 4, sur un double 6-2. Il atteint ensuite la finale en éliminant successivement Rogério Dutra Silva (1-6 6-4 6-1) et Jérémy Chardy (6-3 4-6 6-4), avant de s'adjuger le titre en battant Malek Jaziri en deux sets (7-6 6-4). En plus de décrocher son premier titre ATP, il atteint le 64e rang mondial, soit son meilleur classement jusqu'alors.
Il obtient la même année un bon parcours à Winston-Salem. Il arrive à passer le premier tour face à John Millman sur un score de 6-4 7-6. Puis il passe le second tour plus difficilement face à Sam Querrey, tête de série numéro 9 (3-6 7-5 7-6). Au tour suivant, il vient à bout de Dominik Köpfer sur un double 7-6. Il arrive à bout de Nicolás Jarry, tête de série no 14, sur un score de 4-6 6-2 6-1. Daniil Medvedev l'élimine en demi-finale sur un double 6-1. Lors des tournois suivants, il passe rarement le second tour.
En 2019, lors du tournoi de Rio de Janeiro, il passe un tour face Thiago Seyboth Wild, puis il perd contre le futur lauréat Laslo Djere. Il réitère son parcours à Phoenix où il est 8e tête de série. À Marrakech, il bat Mischa Zverev au premier tour, puis Adrian Menendez-Maceiras. Il sera éliminé par le Français Gilles Simon. Lors du tournoi de Genève, il bat l'espagnol Bernabe Zapata Miralles, puis le Chilien Cristian Garín. C'est un autre Chilien qui met fin à son parcours : Nicolás Jarry. À domicile lors du tournoi de Tokyo, il élimine la tête de série no 2 Borna Ćorić (6-4 4-6 7-6), puis il bat Jordan Thompson (6-4 7-6). Il est éliminé par la futur finaliste John Millman sur un score sévère de 6-4 6-0. Il réitère son parcours jusqu'en quarts de finale au Challenger de Fairfield, il est éliminé par l'Américain Brandon Nakashima. À Las Vegas, il perd aussi au même stade face à Vasek Pospisil. Brandon Nakashima l'élimine à nouveau lors des quarts pendant le tournoi de Charlottesville.

### 2020 - 2021: bons résultats sur le circuit secondaire mais saison 2020 décevante malgré quelques coups d'éclat
Lors de ces deux années marquées par la pandémie, il obtient de bons résultats sur le circuit secondaire. Il est victorieux au challenger Burnie (battant Yuta Shimizu, Tung-Lin Wu, Mohamed Safwat, Jay Clarke, Yannick Hanfmann). Il a aussi de bons résultats face à des joueurs se révélant cette année-là comme face à Mackenzie McDonald à Indian Wells, Thiago Monteiro lors des qualifications de Rome.
En 2021, il a des résultats plus probants. Malgré un début de saison très compliqué, il arrive au second tour à Singapour éliminant Ramkumar Ramanathan mais se faisant éliminé par Marin Čilić au tour suivant. Il arrive en demi-finale au tournoi de Nur-Sultan. Il élimine Ryan Peniston, Denis Istomin, Tung-Lin Wu; mais il perd face à Sebastian Ofner. Il réitère la même année un tel parcours en étant issu des qualifications via le statut de lucky looser. Il élimine Marko Miladinovic et Gianluca Mager en phase de qualifications. Intégrant le tableau final, il élimine João Sousa, John Millman, Federico Delbonis. Il est éliminé par Matteo Berrettini. Au challenger Heilbronn il arrive en quarts de finale, et est éliminé par Dennis Novak, Il atteint les demi-finales lors du tournoi Oeiras 3. Il élimine Blaz Rola, Leonardo Mayer, Hugo Dellien. C'est la révélation espagnole Carlos Alcaraz qui le vaincra.
À Roland-Garros après avoir passé les phases de qualifications, il est éliminé par Matteo Berrettini au premier tour. Par la suite, il se présente au tournoi de Lyon où il arrive jusqu'en demi-finale. Il bat Andrea Collarini, Bjorn Fratangelo, Daniel Altmaier. Taro se fait battre par le Suédois Elias Ymer qui le battra aussi au premier tour à Bastad. À l'US Open, il perd au premier tour face à Facundo Bagnis.
Au challenger de Braga 2021, il arrive en quart de finale en battant Filippo Baldi et Robin Haase, perdant face à l'Espagnol Nikolas Sanchez Izquierdo. Il fait aussi un bon parcours lors du challenger de Las Vegas, où il bat Jordan Sauer, et son compatriote Tatsuma Ito, avant de perdre contre l'Américain Aleksandar Kovacevic.

### 2022: troisième tour en Grand Chelem
Classé 120e mondial, il commence l'année 2022 au tournoi d'Adélaïde avec une victoire sur le 59e mondial Lorenzo Musetti, puis il perd face à Tommy Paul en trois sets.
Par la suite, il se qualifie dans le tableau principal de l'Open d'Australie. Pour cela, il élimine en qualifications trois joueurs italiens : Andrea Arnaboldi, Gian Marco Moroni et Salvatore Caruso. Dans le tableau principal, il bat Marcelo Tomás Barrios Vera puis Andy Murray avant d'échouer au troisième tour face à Jannik Sinner en quatre sets.
Andy Murray prend sa revanche à Doha. Classé 110e mondial, Daniel se rend ensuite au tournoi de Dubaï où il s'impose face à David Goffin (47e mondial) au premier tour ; Denis Shapovalov l'élimine ensuite en deux sets. À Indian Wells, il rencontre encore Andy Murray, pour la troisième fois depuis janvier, il perd contre l'Écossais en trois sets. Qualifié à Miami, il gagne contre Jaume Munar puis Fabio Fognini l’élimine.
104e mondial, il se rend à  Belgrade où il élimine au premier tour Dušan Lajović (2-6 6-1 7-6), alors classé 78e mondial. Au tour suivant il élimine Holger Rune en trois sets (6-3 7-6 6-3) puis il s'incline face à Andrey Rublev, 8e mondial (6-3 6-3). Grégoire Barrère l'élimine au internationaux de France. Il est éliminé d'entrée à Wimbledon par Sebastián Báez.
Il élimine Riccardo Bonadio sur un score sévère d'un double 6-1, au premier tour du tournoi de Brunswick ayant lieu durant la 2e semaine de Wimbledon. Puis il bat Yannick Hanfmann sur un score ce 4-6 6-3 6-2; mais se fait éliminer par Jan-Lennard Struff sur un score sévère de 6-2 6-1. 5e tête de série au challenger de Amersfoort, il passe deux tours face à Evan Furness et Laurent Lokoli. Il échoue au tour suivant face à Bernabe Zapata Miralles. À la suite de ces bons résultats, il revient dans le top 100 (94e mondial).
Jeffrey John Wolf l'élimine au premier tour lors du tournoi de Washington. À Séoul, il passe le premier tour face à Emilio Gómez puis s'incline face à son compatriote Yoshihito Nishioka. À Naples, il passe deux tours face à Pedro Martínez et Pedro Cachín, puis il est éliminé par Matteo Berrettini.

### 2023: première victoire sur un top 10
En début d'année, il échoue en qualification du premier tournoi d'Adélaïde puis est éliminé par Kwon Soon-woo lors du second tournoi. Ensuite, à Auckland, il perd dès le premier tour, éliminé par le local Ajeet Rai.
Lors de l'Open d'Australie, il s'incline au deuxième tour contre Denis Shapovalov. Il se rend à Acapulco, il y atteint les 1/4 de finale. Il élimine  Jeffrey John Wolf (6-4 6-4). Puis, il crée la surprise en sortant le 4e mondial, Casper Ruud (7-5 2-6 7-6). Il sera éliminé par  Alex de Minaur (6-2 6-2).
Il se présente aux qualifications d'Indian Wells, où il élimine Nick Hardt et Alexei Popyrin. Intégrant le tableau principal, il élimine Roberto Carballés Baena en deux sets (6-1, 7-5) puis il sort Matteo Berrettini, tête de série no 20 (7-6 0-6 6-3). C'est finalement Cameron Norrie qui l'élimine en trois sets (6-7, 7-5, 6-2). Il enchaine avec un autre bon parcours à Miami où il est invité. Il élimine Arthur Rinderknech sur abandon, puis crée la surprise en sortant facilement Alexander Zverev (6-0, 6-4), avant de perdre contre Emil Ruusuvuori (6-3, 7-6). Il enchaine avec une série de trois défaites prématurées à Monte-Carlo, Banja Luka et Madrid.
Il retourne sur le circuit secondaire à Cagliari où il bat notamment l'Américain Mackenzie McDonald. Au tournoi de Turin, il perd au second tour face à Thiago Seyboth Wild.
À Roland-Garros, il passe le premier tour face à Christopher O'Connell (6-0, 6-2, 6-4) puis il perd face au premier mondial Carlos Alcaraz, en remportant toutefois un set (6-1, 3-6, 6-1, 6-2).
Passant par les qualifications à Wimbledon, il échoue au troisième tour mais est finalement repêché. Il s'incline au premier tour face à Ben Shelton sur un score en cinq sets (6-4, 6-3, 3-6, 4-6, 6-3).
Après une défaite d'entrée à Gstaad, il passe un tour à Umag face à Martín Landaluce (1-6, 7-5, 6-2) avant de s'incliner contre Roberto Carballés Baena.
95e mondial, il passe par la phase qualificative pour l'US Open puis il fait face au premier tour tableau principal à Gaël Monfils, contre qui il perd en quatre sets (6-4, 4-6, 2-6, 6-7).
À Chengdu, il est confronté au premier tour à la tête de série no 8, Aleksandar Vukic, qu'il bat 4-6 6-4 6-2.

### 2024: finale à Auckland
74e mondial, Taro Daniel se rend à Auckland. Il passe le premier tour face au 63e mondial, Aleksandar Vukic (7-5, 7-5). Il poursuit en éliminant la 8e tête de série, Max Purcell, classé 45e mondial (6-2, 6-4). Au troisième tour, il fait face à Alexandre Müller, issu des qualifications. Il passe en demi-finale après un match en trois sets (6-4, 63-7, 6-3). Au tour suivant, il affronte le 16e mondial, Ben Shelton. Il arrive en finale, en battant ce dernier (7-5, 7-69). Il perd contre Alejandro Tabilo en finale (6-2 7-5). Lors de l'Open d'Australie; il fait d'emblée face à  Christopher Eubanks qui l'élimine dès le premier tour.
À Dallas, il élimine le Français Constant Lestienne sur abandon avant de perdre contre Tommy Paul. Après trois défaites au premier tour, il élimine Daniel Elahi Galán à Indian Wells puis il échoue au deuxième tour face au 10e mondial, Alex de Minaur.
En octobre, il remporte le challenger de Taipei 2. Cette victoire lui permet de remonter un peu dans le classement. Au challenger de Séoul, où il est tête de série no 1, il élimine Benoît Paire au premier tour, et atteint la finale après avoir sorti Jurij Rodionov du tournoi. En finale il retrouve Nikoloz Basilashvili, ex top 20 retombé à la 311e place mondiale. Il perd cependant à ce stade en deux sets.

### 2025: Débuts d'année compliquée
Il commence l'année avec une série de défaites et est sorti du top 100. Début février il est classé 117e mondial.

## Style de jeu
Son revers est un accélérateur de jeu. C'est un coup fiable, surtout croisé ou long de ligne. Il lui permet de réussir de nombreux coups gagnants. C'est un joueur très agile qui n’est pas mauvais en retour de service, même face aux meilleurs serveurs du circuit. Lorsqu'il est en bout de course, son coup droit et son revers génèrent beaucoup de fautes. Ses montées au filet sont lentes et souvent très hésitantes. Daniel manque également d'aisance lorsqu'il tente une volée. Malgré sa grande taille, son service n'est pas vraiment son point fort[réf. nécessaire].

## Palmarès

### Titre en simple
| No | Date       | Nom et lieu du tournoi                  | Catégorie | Dotation  | Surface      | Finaliste    | Score     |          |
| -- | ---------- | --------------------------------------- | --------- | --------- | ------------ | ------------ | --------- | -------- |
| 1  | 30-04-2018 | TEB BNP Paribas Istanbul Open, Istanbul | ATP 250   | 426 145 € | Terre (ext.) | Malek Jaziri | 7-64, 6-4 | Parcours |

### Finale en simple
| No | Date       | Nom et lieu du tournoi | Catégorie | Dotation  | Surface    | Vainqueur        | Score    |          |
| -- | ---------- | ---------------------- | --------- | --------- | ---------- | ---------------- | -------- | -------- |
| 1  | 08-01-2024 | ASB Classic, Auckland  | ATP 250   | 661 585 $ | Dur (ext.) | Alejandro Tabilo | 6-2, 7-5 | Parcours |

## Parcours dans les tournois duGrand Chelem

### En simple
| Année | Open d'Australie | Open d'Australie    | Internationaux de France | Internationaux de France | Wimbledon       | Wimbledon          | US Open         | US Open            |
| ----- | ---------------- | ------------------- | ------------------------ | ------------------------ | --------------- | ------------------ | --------------- | ------------------ |
| 2014  | —                | —                   | —                        | —                        | —               | —                  | 1er tour (1/64) | Milos Raonic       |
| 2015  | —                | —                   | 1er tour (1/64)          | F. Verdasco              | —               | —                  | —               | —                  |
| 2016  | 1er tour (1/64)  | Lukáš Rosol         | 2e tour (1/32)           | S. Wawrinka              | 1er tour (1/64) | Juan Mónaco        | —               | —                  |
| 2017  | —                | —                   | 2e tour (1/32)           | P. Carreño-Busta         | 1er tour (1/64) | M. Kukushkin       | 2e tour (1/32)  | Rafael Nadal       |
| 2018  | 1er tour (1/64)  | Julien Benneteau    | —                        | —                        | 1er tour (1/64) | Fabio Fognini      | 1er tour (1/64) | Alex de Minaur     |
| 2019  | 2e tour (1/32)   | Denis Shapovalov    | 1er tour (1/64)          | Gaël Monfils             | —               | —                  | —               | —                  |
| 2020  | —                | —                   | —                        | —                        | Annulé          | Annulé             | 1er tour (1/64) | Grégoire Barrère   |
| 2021  | 1er tour (1/64)  | Maxime Cressy       | 1er tour (1/64)          | Matteo Berrettini        | —               | —                  | 1er tour (1/64) | Facundo Bagnis     |
| 2022  | 3e tour (1/16)   | Jannik Sinner       | 1er tour (1/64)          | Grégoire Barrère         | 1er tour (1/64) | Sebastián Báez     | 1er tour (1/64) | Richard Gasquet    |
| 2023  | 2e tour (1/32)   | Denis Shapovalov    | 2e tour (1/32)           | Carlos Alcaraz           | 1er tour (1/64) | Ben Shelton        | 1er tour (1/64) | Gaël Monfils       |
| 2024  | 1er tour (1/64)  | Christopher Eubanks | 1er tour (1/64)          | Andrey Rublev            | 1er tour (1/64) | Stéfanos Tsitsipás | 1er tour (1/64) | Tristan Schoolkate |
| 2025  | 1er tour (1/64)  | Tristan Schoolkate  | Q1                       | Kyrian Jacquet           | Q2              | Titouan Droguet    |                 |                    |

N.B. : à droite du résultat se trouve le nom de l'ultime adversaire.

### En double messieurs
| Année | Open d'Australie                                                                           | Open d'Australie | Internationaux de France | Internationaux de France | Wimbledon                                                                                     | Wimbledon | US Open | US Open |
| ----- | ------------------------------------------------------------------------------------------ | ---------------- | ------------------------ | ------------------------ | --------------------------------------------------------------------------------------------- | --------- | ------- | ------- |
| 2018  | —                                                                                          | —                | —                        | —                        | 1er tour (1/32) Y. Nishioka \|\| style="text-align:left;" \| Antonio Šančić Andrei Vasilevski | —         | —       |         |
| 2019  | 1er tour (1/32) John Millman \|\| style="text-align:left;" \| Dominic Inglot Franko Škugor | —                | —                        | —                        | —                                                                                             | —         | —       |         |

N.B. : le nom du partenaire se trouve sous le résultat ; le nom des ultimes adversaires se trouve à droite.

## Parcours dans lesMasters 1000
| Année | Indian Wells         | Miami                 | Monte-Carlo               | Madrid                | Rome | Canada               | Cincinnati | Shanghai           | Paris |
| ----- | -------------------- | --------------------- | ------------------------- | --------------------- | ---- | -------------------- | ---------- | ------------------ | ----- |
| 2016  | —                    | —                     | 2e tour D. Thiem          | —                     | —    | —                    | —          | —                  | —     |
|       |                      |                       |                           |                       |      |                      |            |                    |       |
| 2018  | 3e tour L. Mayer     | —                     | —                         | —                     | —    | —                    | —          | —                  | —     |
| 2019  | 1er tour D. Lajović  | 1er tour A. Rublev    | 1er tour P. Kohlschreiber | —                     | —    | —                    | —          | —                  | —     |
|       |                      |                       |                           |                       |      |                      |            |                    |       |
| 2021  | 2e tour R. Opelka    | —                     | —                         | —                     | —    | —                    | —          | n.o.               | —     |
| 2022  | 1er tour A. Murray   | 2e tour F. Fognini    | —                         | —                     | —    | —                    | —          | n.o.               | —     |
| 2023  | 3e tour C. Norrie    | 3e tour E. Ruusuvuori | —                         | —                     | —    | 2e tour M. Raonic    | —          | 1er tour D. Sweeny | —     |
| 2024  | 2e tour A. de Minaur | 1er tour J. Draper    | —                         | 2e tour T. Griekspoor | —    | 1er tour R. Hijikata | —          | 2e tour J. Sinner  | —     |

N.B. : sous le résultat se trouve le nom de l’ultime adversaire.

## Victoires sur le top 10
Toutes ses victoires sur des joueurs classés dans le top 10 de l'ATP lors de la rencontre.
| Légende      |
| Grand Chelem |
| Masters 1000 |
| 500 Series   |
| 250 Series   |

| # | T.D.   | Tournoi  | Année | Surface | Adversaire  | Rang | Tour | Score          |
| - | ------ | -------- | ----- | ------- | ----------- | ---- | ---- | -------------- |
| 1 | no 125 | Acapulco | 2023  | Dur     | Casper Ruud | no 4 | 1/8  | 7-5, 2-6, 7-65 |

## Classements ATP en fin de saison
| Année          | 2010 | 2011 | 2012 | 2013 | 2014 | 2015 | 2016 | 2017 | 2018 | 2019 | 2020 | 2021 | 2022 | 2023 | 2024 |
| Rang en simple | 978  | 467  | 280  | 241  | 177  | 96   | 127  | 99   | 77   | 111  | 117  | 126  | 93   | 75   | 84   |
| Rang en double | –    | 1032 | –    | 583  | 1126 | 954  | 1217 | 1172 | 789  | 710  | 587  | 665  | 668  | 1281 | 852  |

Source : (en) Classements de Taro Daniel sur le site officiel de la Fédération internationale de tennis